# 楊世華
楊世華（1528年—1606年），字懋成，號完愚，浙江紹興府餘姚縣人，軍籍，明朝政治人物。

## 生平
浙江鄉試第七十四名舉人。嘉靖四十一年（1562年）中式壬戌科會試第一百六十九名，二甲第三十名進士。除南刑部主事，出知撫州，隆慶五年（1571年）十一月升广东按察司副使、分守海南，以久不赴任，改江西副使，万历三年（1575年）六月升山东右参政，五年八月官至廣西按察使，卒年七十九。

## 家族
曾祖楊苓，七品散官；祖父楊節，州判官；父楊大綱，贈刑部主事。母邵氏（贈安人）。